# EROS (satelliet)
EROS (Earth Recources Observation Satellite) is de naam van een serie Israëlische commerciële aardobservatiesatellieten, ontworpen en gebouwd door Israel Aircraft Industries (IAI). De satellieten zijn het eigendom van het Israëlische ImageSat International. De eerste satelliet (de EROS A) werd gelanceerd op 5 december 2000. De tweede (de EROS B) volgde 6 jaar later, op 25 april 2006. Beide satellieten werden gelanceerd vanaf de Kosmodroom van Svobodny in Rusland.
EROS C werd geannuleerd en vervangen door EROS NG een constellatie van 6 satellieten.